# Noreena
Noreena is een geslacht van vlinders van de familie Lycaenidae, uit de onderfamilie Lycaeninae.

## Soorten
- N. cambes (Godman & Salvin, 1887)
- N. comana (Hewitson, 1867)
- N. galactica Johnson, 1989
- N. guianivaga Johnson, 1989
- N. lemona (Hewitson, 1874)
- N. luxuriosa Johnson, 1989
- N. maria Johnson, Eisele & MacPherson, 1986
- N. molena (Jones, 1912)
- N. pritzkeri Johnson, 1989